# Гері Доак
Гері Доак (англ. Gary Doak, нар. 25 лютого 1946, Годеріч — пом. 25 березня 2017, Ліннфільд) — канадський хокеїст, що грав на позиції захисника. Згодом — хокейний тренер.

## Ігрова кар'єра
Професійну хокейну кар'єру розпочав 1965 року.
Усю професійну клубну ігрову кар'єру, що тривала 17 років, провів, захищаючи кольори команди «Детройт Ред Вінгз», «Бостон Брюїнс», «Ванкувер Канакс» та «Нью-Йорк Рейнджерс».

## Тренерська робота
Працював асистентом головного тренера «Бостон Брюїнс» з 1981 по 1985.

## Нагороди та досягнення
- Володар Кубка Стенлі в складі «Бостон Брюїнс» — 1970.

## Статистика НХЛ
| Регулярна першість | Регулярна першість | Регулярна першість | Регулярна першість | Регулярна першість | Плей-оф | Плей-оф | Плей-оф | Плей-оф | Плей-оф |
| І                  | Г                  | П                  | О                  | ШХ                 | І       | Г       | П       | О       | ШХ      |
| 789                | 23                 | 107                | 130                | 908                | 78      | 2       | 4       | 6       | 121     |
| ------------------ | ------------------ | ------------------ | ------------------ | ------------------ | ------- | ------- | ------- | ------- | ------- |